# Magdalena Schmidt
Pour les articles homonymes, voir Schmidt.
Magdalena Schmidt est une gymnaste artistique est-allemande, née le 30 juin 1949 à Lauchhammer.

## Biographie
Magdalena Schmidt est médaillée de bronze du concours général par équipe aux Jeux olympiques d'été de 1968 à Mexico, avec ses coéquipières Erika Zuchold, Karin Janz, Marianne Noack, Ute Starke et Maritta Bauerschmidt. Elle est vice-championne du monde par équipe en 1971.